# レーティッシュ鉄道G3/4形蒸気機関車

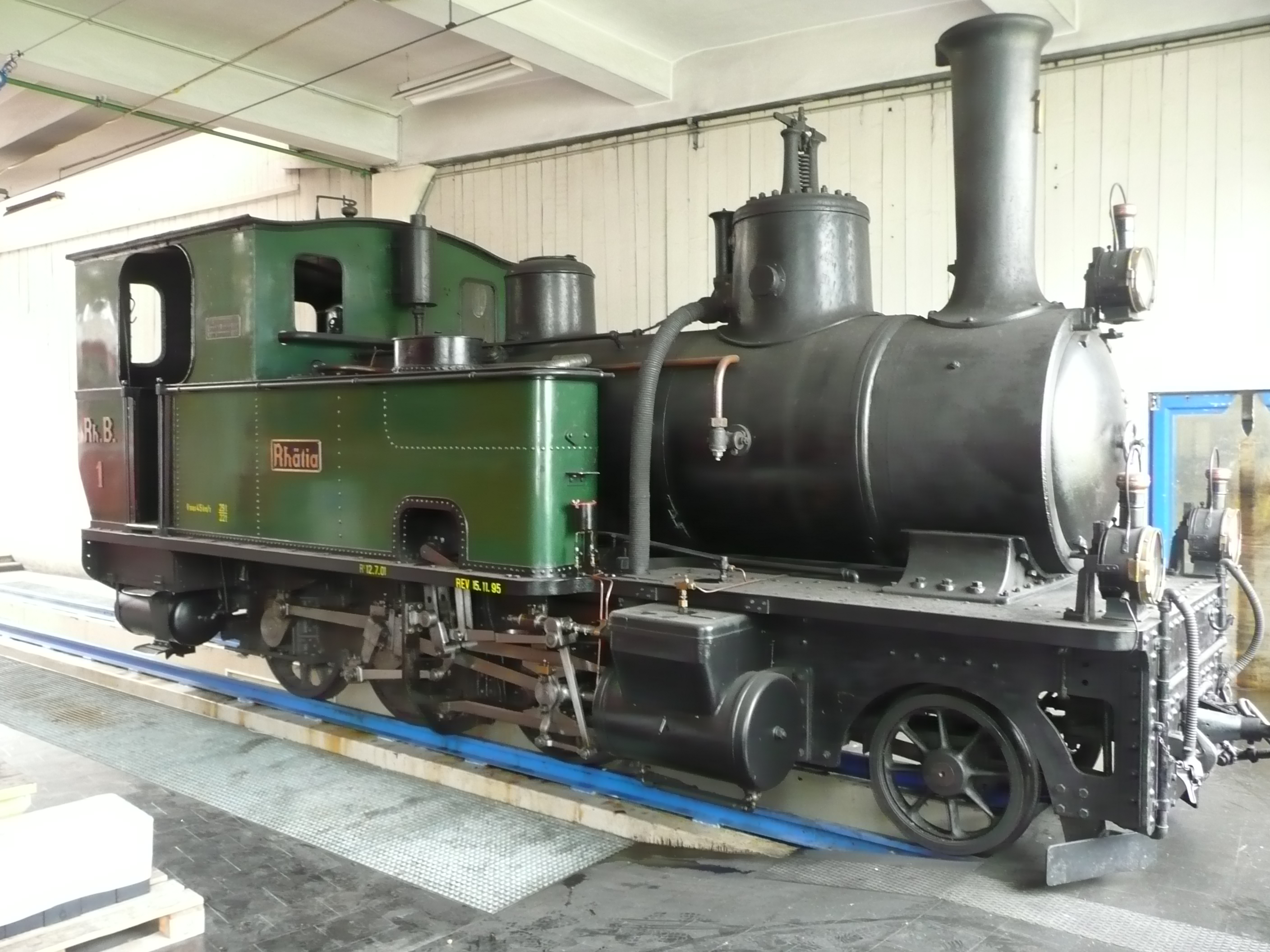
歴史的機関車として残されているGe3/4 1号機、ラントクアルト機関区

レーティッシュ鉄道G3/4形蒸気機関車（レーティッシュ鉄道G3/4がたじょうききかんしゃ）はスイス最大級の私鉄であるレーティッシュ鉄道の蒸気機関車である。

## 概要
G3/4形の最初の5両はレーティッシュ鉄道の前身であるラントクアルト-ダヴォス鉄道（Landquart-Davos-Bahn）の開業に合わせて導入され、その後1908年にかけて計16両が導入された。車軸配置は1C、出力250馬力で、製造はSLMである。なお、鉄道の電化が世界で最も早く進行したスイスにおいて活躍の期間は短く、レーティッシュ鉄道においては、1913年から1922年にかけて電化が進み通常運用から外れて廃車となったが、そのうちの3-5号機はルクセンブルクへ、6号機はブラジルに売却されている。また、7、8号機は建設中のチェントヴァッリ鉄道で工事用機として使用された。
| G3/4形一覧 |            |             |           |        |                                                                                                 |
| 機番       | 運転開始   | SLM製造番号 | 機体名    | 廃車年 | 廃車後の履歴                                                                                    |
| 1          | 08.07.1889 | 577         | Rhätia    | 1928   | 1928年廃車、1970年までBC、1988年よりレーティッシュ鉄道で動態保存                                |
| 2          | 05.08.1889 | 578         | Prättigau | 1925   | 解体                                                                                            |
| 3          | 16.08.1889 | 579         | Davos     | 1917   | ルクセンブルクのプリンスハインリッヒ線 (No. 53)、1943年 DRB 99 271、1945年 CFL 351,、1954年解体 |
| 4          | 10.10.1889 | 580         | Flüela    | 1917   | ルクセンブルクのプリンスハインリッヒ線 (No. 54)、1943年 DRB 99 272、1945年 CFL 352、1954年解体  |
| 5          | 13.10.1889 | 581         | Engadin   | 1917   | ルクセンブルクのプリンスハインリッヒ線 (No. 55)、1943年 DRB 99 273、1945年 CFL 353、1954年解体  |
| 6          | 05.03.1896 | 960         | Landquart | 1923   | 1923年以後ブラジルに売却、解体                                                                  |
| 7          | 19.03.1896 | 961         | Chur      | 1923   | 1923年チェントヴァッリ鉄道、1943年解体                                                          |
| 8          | 01.04.1896 | 962         | Thusis    | 1923   | 1923年チェントヴァッリ鉄道、1943年解体                                                          |
| 9          | 10.06.1901 | 1369        | --        | 1926   | 1926年、スイス国鉄ブリューニック線 (No. 217)、1941年解体                                        |
| 10         | 25.06.1901 | 1370        | --        | 1926   | 1926年、スイス国鉄ブリューニック線(No. 218)、1942年解体                                         |
| 11         | 08.01.1903 | 1476        | --        | 1977   | 1977年、模型愛好家へ売却。1999年Club1889が購入、現在はサメーダン機関区に留置                    |
| 12         | 23.01.1903 | 1477        | --        | 1923   | 1923年、スペインのStahlwerk Saguntに編入(Nr. 207 „Algimia“)、1970年頃解体                       |
| 13         | 02.02.1903 | 1478        | --        | 1950   | 解体                                                                                            |
| 14         | 06.02.1903 | 1479        | --        | 1972   | 1972年、アッペンツェル鉄道                                                                      |
| 15         | 31.07.1908 | 1910        | --        | 1924   | 1924年、スイス国鉄ブリューニック線 (No. 215)、1942年解体                                        |
| 16         | 31.07.1908 | 1911        | --        | 1924   | 1924年、スイス国鉄ブリューニック線(No. 216)、1942年解体                                         |
|            |            |             |           |        |                                                                                                 |